# Mandrake (serie de televisión)
Mandrake es una serie de televisión brasileña producida por Conspiraçao Filmes para HBO y HBO Brasil. El drama está basado en los libros A Grande Arte e Mandrake y la Bíblia e a Bengala del escritor Rubem Fonseca. Fue estrenada el 30 de octubre de 2005 en toda Latinoamérica.
La serie es protagonizada por el actor brasileño Marcos Palmeira quien interpreta a Paulo Mandrake un abogado criminalista de Río de Janeiro especializado en resolver casos de chantaje y extorsión en los cuales están involucrados personajes de la alta sociedad. La serie es de género policial mezclando comedia con drama.
Los guiones de Mandrake fueron escritos por José Henrique Fonseca, Tony Bellotto y Felipe Braga, en la dirección general se encuentra José Henrique Fonseca aunque también hay otros directores especiales para diferentes capítulos, Arthur Fontes, Toni Vanzollini, Carolina Jabor, Lula Buarque de Hollanda y Claudio Torres.